# Kerafoss
Kerafoss är ett är ett 15 meter högt vattenfall, beläget i Norðurland vestra-regionen, i den nordvästra delen av Island.

## Beskrivning
Vattenfallet ligger i Forsæludalur längs Vatnsdalsás lopp. I detta område är floden cirka 40 meter bred.